# 伊藤三郎
伊藤 三郎（いとう さぶろう、1920年（大正9年）3月29日 – 1997年（平成9年）10月16日）は、日本の政治家。神奈川県川崎市長（第7・8・9・10・11代）、全国革新市長会会長等を歴任した。

## 来歴
千葉県成田市生まれ。1940年早稲田高等工学校（現早稲田大学）を卒業後、逓信省航空局に入省。第二次世界大戦での兵役を経て、敗戦後の1951年に川崎市役所に就職。技術吏員を振り出しに、職員組合委員長、労働組合連合会委員長、自治労神奈川県本部委員長等を経て、1971年の川崎市長選挙に日本社会党・日本共産党の推薦を受けて出馬し、7期目の当選を目指していた保守系の現職・金刺不二太郎を破り、初当選を果たす。選挙戦では、金刺陣営に佐藤栄作内閣総理大臣（当時）が応援に入ったものの、当時の革新自治体ブームや多選批判（金刺は1946年の市長公選制の施行以来、25年にわたり川崎市長の座にあった）、「青い空、白い雲」をキャッチフレーズに掲げた公害対策が川崎市民の支持を受けた。なお、当時の川崎市は厚生省の調査で「日本一の大気汚染地帯」と評されるほど、「公害の街」として全国的に認知されていた。1975年の川崎市長選挙では、川崎市選出の神奈川県議会議員であった斎藤文夫（のち自民党参議院議員）が伊藤の再選を阻止するために出馬したが、斎藤らを破り2期目の当選を果たした。
川崎市長就任後、伊藤は率先して公害対策に取り組み、全国で初めて二酸化炭素の総量規制を盛り込んだ公害防止条例を1972年に制定。1974年には公害病認定患者に対する川崎市独自の補償制度を新設。1977年には環境アセスメント条例の制定を行った。また「母と子と老人を大切に」をスローガンに掲げて福祉政策にも力を入れ、川崎市内各地に「老人いこいの家」（長寿ケアホーム）を設置、保育所も「1万人に1ケ所」を目指して建設が進められた。1985年2月「指紋押捺拒否者告発せず」を決定、大きな反響を呼んだ。
当選以降、公害対策や福祉政策が評価を受け、公明党や民社党も市議会で与党勢力に加わり、1987年の川崎市長選では自由民主党推薦の永井英慈（のちに衆議院議員）を破り、5選を果たした。しかし、5期目の任期途中の1988年には、川崎市助役への1億円利益供与疑惑に端を発するリクルート事件が発覚し、関係者への解職処分を行った。翌1989年10月、任期途中に川崎市長を病気辞任。同年の市長選には、1987年の市長選で伊藤に敗れた永井が再び出馬したが、伊藤市政の下で川崎市助役を務めた高橋清が永井を破り、初当選した。
1997年10月16日、心不全により川崎市内の病院で死去。享年77。

## 著書
- 『ノミとカナヅチ－人間都市づくりの10年』（1982年7月、第一法規出版）

## 関連事項
- 全日本自治団体労働組合
- 長洲一二
- 飛鳥田一雄
- リクルート事件

| 公職              | 公職                                              | 公職        |
| ----------------- | ------------------------------------------------- | ----------- |
| 先代 金刺不二太郎 | 川崎市長 公選第7・8・9・10・11代：1971年 - 1989年 | 次代 高橋清 |